# Erciş
Erciş (eɾdʒiʃ; armenisch Ականց Akants, kurdisch Erdîş; ehemals auch Argis oder Արճեշ Artchesh genannt) ist eine Stadtgemeinde (Belediye) im gleichnamigen Landkreis der ostanatolischen Provinz Van und gleichzeitig eine Gemeinde der 2012 geschaffenen Büyükşehir belediyesi Van (Großstadtgemeinde/Metropolprovinz Van). Seit der Gebietsreform 2013 ist  die Gemeinde flächen- und einwohnermäßig identisch mit dem Landkreis. Sie liegt im Nordwesten der Provinz und grenzt im Norden und Westen an die Provinz Ağrı und Bitlis. Die Bevölkerung besteht mehrheitlich aus Kurden, zuvor bestand sie bis zum Völkermord von 1915 mehrheitlich aus Armeniern.

## Geografie
Die Stadt Erciş liegt in einem Tal am Vansee, das von den Ala Dağlar und dem Süphan Dağı begrenzt wird und sehr fruchtbar ist. Die Region ist wasserreich und wird von vielen Flüssen und Bächen durchflossen. Davon münden der Zeylan Deresi, der Deliçay, der Irşat çayı und der Tekevler çayı in den Vansee. Am Zeylan und Deliçay existiert je eine Talsperre. Nennenswerte Berge sind Aksurik, Zernaki, Kızılkaya Tepeleri, Ala Dağlar und Meydan Dağları.

## Geschichte
Der Name Erciş könnte vom urartäischen König Argišti II. stammen. Eine andere Möglichkeit wäre, dass der Name Erciş von der ehemaligen urartäischen Hauptstadt Arzaškun abstammt. Erciş weist viele archäologische Funde vor.
Die Geschichte von Erciş reicht bis in die Zeit von Urartu zurück. Erciş gehörte vom frühen 12. bis zum frühen 13. Jh. zum Fürstentum der Ahlat-Schahs und war später die Hauptstadt der Qara Qoyunlu. Ab dem 18. Jahrhundert verschwand langsam die Altstadt (historisch Artchesh) aufgrund des Ansteigens des Vansees; in der zweiten Hälfte des 19. Jahrhunderts waren die Gebäude, Kirchen und Wohnhäuser nicht mehr zu sehen.
Nach einer Flut 1841 wurde Erciş verlassen und an einer anderen Stelle neu errichtet. Die Stadt wurde nach Alada, zu einem höheren Ort im Norden verlagert. Die neu errichtete Stadt hieß Akants (Նոր Արճեշ ɑɾtʃɛʃ, „Neu Artchesh“ auf Armenisch).
Anfang des 20. Jahrhunderts bestand die Bevölkerung des Kasaba Ercis noch aus 1490 Armeniern, 60 Juden und 630 Moslems. Während des Völkermords an den Armeniern wurde die armenische Bevölkerung vollständig ermordet oder vertrieben. Im Juli 1930 ereignete sich in Erciş das Zilan-Massaker (kurd. Komkujiya Zîlan). Während der Ararat-Aufstände massakrierte die türkische Armee unter dem Befehl des Staatsgründers Mustafa Kemal Atatürk die hauptsächlich von Kurden bewohnte Stadt. Dem Massaker fielen Tausende Kurden zum Opfer.
Am 23. Oktober 2011 ereignete sich in der Provinz Van ein schweres Erdbeben der Stärke 7,2, bei dem Erciş die am stärksten betroffene Stadt war.

## Verwaltung
Der Landkreis Erciş bestand schon vor der Gründung der Türkischen Republik 1923. Ende 2012 gehörten neben der Kreisstadt zum Kreis die beiden Belediye (Gemeinden) Çelebibağı und Kocapınar. Beide wurden im Zuge der Verwaltungsreform von 2013 in Mahalle (Stadtviertel, Ortsteile) umgewandelt, ebenso die bis dahin bestehenden 84 Dörfer (Köy). Die Zahl der Mahalle stieg somit von 19 auf 101, ihnen steht als oberster Beamter ein Muhtar vor. Im Durchschnitt wird jeder Mahalle von 1.749 Menschen bewohnt, Çelebibağı ist mit 16.564 Einw. der bevölkerungsreichste.

## Politik
Bei den Kommunalwahlen 2014 wurden Diba Keskin und Abdurrahman Çağan mit 49,5 % der Stimmen zu Co-Bürgermeistern gewählt. Seit dem 14. November 2015 befindet sich die Bürgermeisterin Diba Keskin der Stadt Erciş in Haft, da ihr vorgeworfen wird, PKK und Koma Civakên Kurdistan mit Staatsgeldern finanziell unterstützt zu haben. Zurzeit befindet sich Erciş unter Zwangsverwaltung des türkischen Staates. Die Bürgermeisterin Diba Keskin und Abdurrahman Çağan wurden am 13. März 2017 zu einer Freiheitsstrafe von 13 Jahren und 9 Monaten verurteilt.

## Ortsteil Ulupamir
Das etwa dreißig Kilometer vom Ufer des Van-See entfernte Dorf Ulupamir Köyü (wtl. „großes Pamir-Dorf“) besteht aus rund 300 Häusern. Es wurde von der türkischen Regierung in den Jahren 1985/6 komplett neu erbaut. Man siedelte hier die knapp 1200 als Flüchtlinge aus dem afghanischen Pamir aufgenommenen Kirgisen an, die seit 1982 in Karagunduz und Malatya notdürftig untergebracht waren. Die Umsiedler wurden großzügig unterstützt, ein Großteil der erwachsenen Analphabeten auch in Türkisch geschult.
Es handelte sich hierbei um eine Gruppe bisher nomadisierender Viehhirten, die, als die zaristisch-russische Regierung den Arbeitsdienst im Jahr 1916 auch für muslimische Untertanen einführte, am Basmatschi-Aufstand teilgenommen hatten. Sie blieben unter ihrem Khan Ming Bashi Haji und seinem Sohn Rahmanqul Khan im Wachankorridor. Durch gute Verbindungen zum Kriegsminister Nader Khan, der sich zum Mohammed Nadir Schah hochputschte, gelang es den Zugewanderten weitgehend autonom von den afghanischen Provinzverwaltungen die nächsten Jahrzehnte im Pamir teil-nomadisch zu siedeln. Angesichts des Systemwechsels 1978 und der folgenden Intervention in Afghanistan führte der feudale Herrscher seine etwa eintausend Untertanen ins Exil in den pakistanisch verwalteten Teil Kaschmirs, nur zehn Familien blieben zurück. In Pakistan gering angesehen, verbrachten die Umsiedler vier Jahre unter dem Schutz des UNHCR, bis der türkische Präsident Kenan Evren ihre Aufnahme in die Türkei veranlasste.

## Persönlichkeiten
- Bahar Yıldırım (* 1998), Langstreckenläuferin